# Kværn (Sydslesvig)
Kværn (dansk) eller Quern (tysk) er en landsby i det nordlige Tyskland, beliggende ved Flensborg Yderfjord (Gelting Bugt) i det nordøstlige Angel. Landsbyen hører under Stenbjergkirke kommune i Slesvig-Flensborg kreds i delstaten Slesvig-Holsten. Kværn var en selvstændig kommune indtil marts 2013, hvor den blev sammenlagt med nabokommunen Stenbjergkirke. I kirkelig henseende hører byen til Kværn Sogn. Sognet lå i Ny Herred (Flensborg Amt), da området tilhørte Danmark.
Kværn er overvejende landbrugspræget med flere landbrugsbedrifter. Ved Flensborg Fjord ligger en smuk naturstrand med mange badesteder. Derimod mangles der i byen et centrum, der kunne fungere som samlingspunkt.
Kværns tidligere kommunevåben viser Bismarck-tårnet på Skærsbjerg samt Ny Herreds (sølvfarvet månesegl under sølvfarvet stjerne) og Munkbrarup Herreds (Skt. Laurentius' rist) symboler.

## Historie
Kværn blev første gang nævnt 1389. Til den tidligere kommune regnedes bebyggelserne Bjerremark (Bargfeld), Damsted (Dammstedt), Ellekær (også Elkær), Grøftsholt (Gräfsholz), Rævegrav (Fuchsgraben), Hasselhøj (tidligere på dansk Hesselhøj, Hasselhoy), Hatlundmose (Hattlundmoor), Kalleby, Kastrup (også Frederiksdal, på tysk Friedrichstal), Lille Kværn (Klein Quern), Mølledam (Mühlendamm), Nykirke (Neukirchen), Nybølmark (Nübelfeld), Nybøl Nor (Nübelmoor), Rojkær (Roikier), Rojkærdige (Roikierfdiek), Skjold (Schiol), Kværn-Tingskov (Quern-Dingholz), Kværnmark (Quernfeld), Kværnskov el. Kværnholt (Quernholz), Lille Kværn Kleinquern), Rodal, Vestertoft og Ulvsbro (Wolfsbrück).
Kværn Kirke er fra omkring 1200.

## Galleri
- Det tidligere kommunevåben
- Ellekær (også Elkær)
- Hatlundmose
- Brandvæsen i Store Kværn
- Nikolajkirke i Store Kværn

## Kendte fra Kværn
- Claus Rasch (22. august 1639 i Vesterholm/Kværn - 8. januar 1705 Raschenberg ved Nyborg, Fyn), politimester i København[3]
- Didrich Didrichsen (10. oktober 1752 - 27. december 1821 i København), dansk publicist
- Christian Erasmus Jensen (11. juni 1859 i Kværn - 4. oktober 1941 i Hellerup), dansk botaniker[4]